# Кебезенское сельское поселение
Кебезенское се́льское поселе́ние — муниципальное образование в Турочакском муниципальном районе Республики Алтай Российской Федерации.
Административный центр — село Кебезень.

## История
Статус и границы сельского поселения установлены Законом Республики Алтай от 13 января 2005 года № 10-РЗ «Об образовании муниципальных образований, наделении соответствующим статусом и установлении их границ».

## Население
| 2010  | 2011  | 2012  | 2013  | 2014  | 2015  | 2016  | 2017  | 2018  |
| ----- | ----- | ----- | ----- | ----- | ----- | ----- | ----- | ----- |
| 1204  | ↗1206 | ↘1199 | ↘1196 | ↘1159 | ↘1136 | ↘1123 | ↘1108 | ↘1106 |
| 2019  | 2020  | 2021  |       |       |       |       |       |       |
| ↗1126 | ↘1100 | ↘1010 |       |       |       |       |       |       |

## Состав сельского поселения
| № | Населённый пункт | Тип населённого пункта       | Население |
| - | ---------------- | ---------------------------- | --------- |
| 1 | Кебезень         | село, административный центр | ↘615      |
| 2 | Тулой            | село                         | ↘196      |
| 3 | Усть-Пыжа        | село                         | ↗158      |
| 4 | Старый Кебезень  | село                         | ↗149      |
| 5 | Сюря             | село                         | →5        |

### Упразднённые населённые пункты
Сёла Заречье и Промартель.